# Плоский мир
«Плоский мир» (англ. Discworld — букв. «Мир-диск») — серия книг Терри Пратчетта, написанных в жанре юмористического фэнтези. Серия содержит более 40 книг и ориентирована преимущественно на взрослых, хотя четыре книги были выпущены на рынок как книги для детей или подростков. Первые книги серии являются пародиями на общепринятое в жанре фэнтези, но в более поздних книгах писатель рассматривает проблемы реального мира.
Благодаря «Плоскому миру» Пратчетт является одним из наиболее популярных авторов Великобритании.

## Тематика

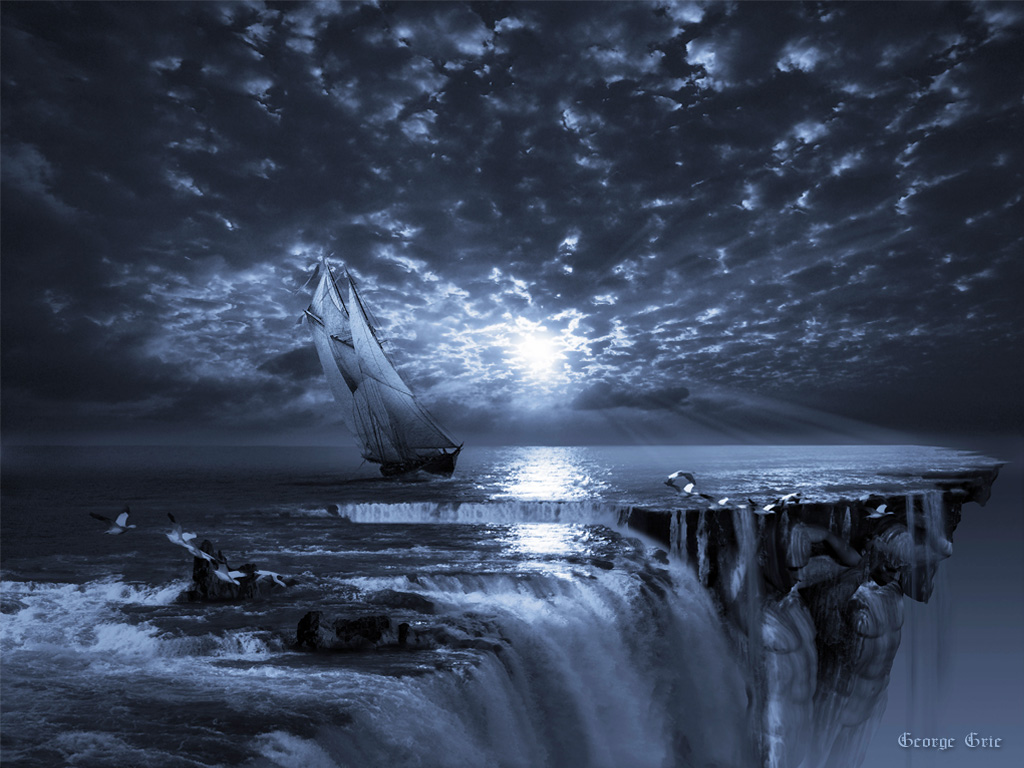
Джордж Грие «Путешествие до Последней Черты» (2007)

Пратчетт начал с пародирования общепринятого в жанре фэнтези, но постепенно перешёл на всестороннюю критику современного мира. В своём фантастическом, сюрреалистичном мире он с юмором исследует вопросы реального мира. Фэнтези Пратчетта отличается его фирменным остроумием, основанном на интертекстуальности и методах метапрозы. Также в его книгах используется «скрытная философия» (англ. stealth philosophy), то есть философские идеи, тонко скрытые в тексте.
Серия «Плоский мир», которую сам Пратчетт называл «миром и зеркалом миров», значительно изменилась со своих первых книг в 1983 году. Начальные книги действительно содержали немало пародии на фэнтези и были ориентированы на фанатов фэнтези: например, первая книга, «Цвет волшебства», содержит отсылки к героическому дуэту Фафхрда и Серого Мышелова Фрица Лейбера (у Пратчетта — Бравд и Хорёк) и их городу Ланкмару (Анк-Морпорк), к полным щупалец ужасам Говарда Лавкрафта (бог Бел-Шамгарот), к не вполне реалистичным драконам Энн Маккефри (у Пратчетта они являются магическими проекциями психики и зависят от веры в них). Однако уже в начальных книгах серии встречаются отсылки к реальному миру: так, вторая книга, «Безумная звезда», весьма характерными описаниями магического загрязнения и трудностей утилизации излучающих магию книг заклинаний намекает на проблему реальных радиоактивных отходов (Пратчетт работал в службе по связям с общественностью британской ядерной индустрии), а восьмая, «Стража! Стража!», в сценах с vox-pop доверчивостью людей отсылает к аналогичной ситуации с НЛО.

## Подциклы
Неофициально «Плоский мир» состоит из четырёх подциклов и нескольких отдельных книг.
- Ринсвинд
- Ланкрские Ведьмы
- Смерть
- Городская стража Анк-Морпорка
- Городские службы
- Тиффани Болен

## Популярность
Пратчетта называли самым популярным автором Великобритании, у него большое сообщество поклонников как среди взрослых читателей, так и среди детей. Критики в основном считают, что романы Пратчетта подходят для разной возрастной категории, но некоторые отмечали, что позиционирование его романов как детских помешало бы достичь популярности среди взрослой аудитории — той, которой наиболее интересен юмор Пратчетта. Книги серии «Плоский мир», позиционируемые как взрослые и как детские, отличаются слабо и на практике имеют схожую читательскую аудиторию. Сам Пратчетт не проводил различий между написанием детских и взрослых романов, серия «Плоский мир» не была направлена на детскую аудиторию, хотя несколько детских романов позволили ему достичь новых горизонтов.
Романы, выпущенные в 2000 годах, регулярно попадали в список бестселлеров Sunday Times. Хотя позднее его превзошла Джоан Роулинг с серией книг о Гарри Поттере, Пратчетт на протяжении 1990-х годов оставался самым продаваемым автором Великобритании. Четыре книги серии «Плоский мир» попали в первые 100 и четырнадцать — в первые 200 лучших романов по версии Би-би-си. В других странах «Плоский мир» пользуется меньшей популярностью, однако по состоянию на 2009 год во всём мире было продано более 50 миллионов экземпляров.

## Критика
Книги «Плоского мира» выигрывали награды как взрослых, так и детских книг. Так, «Пирамиды» выиграли Британскую премию фэнтези в 1989 году, «Изумительный Морис и его учёные грызуны» получили медаль Карнеги в 2001 году, «Ночная стража» получила премию «Прометей» Либертарианского футуристического общества в 2003 году.
При этом влиятельные деятели литературных кругов долгое время игнорировали Пратчетта как автора несерьёзной литературы. Первым сборником критических статей стал «Terry Pratchett: Guilty of Literature» (англ. Терри Пратчетт. Виновен в литературе).

### Книги
| №  | Название на русском языке                           | Оригинальное название                        | Подцикл                                  | Год  |
| -- | --------------------------------------------------- | -------------------------------------------- | ---------------------------------------- | ---- |
| 1  | «Цвет волшебства»                                   | The Colour of Magic                          | Ринсвинд                                 | 1983 |
| 2  | «Безумная звезда»                                   | The Light Fantastic                          | Ринсвинд                                 | 1986 |
| 3  | «Творцы заклинаний»                                 | Equal Rites                                  | Ведьмы                                   | 1987 |
| 4  | «Мор, ученик Смерти»                                | Mort                                         | Смерть                                   | 1987 |
| 5  | «Посох и шляпа»                                     | Sourcery                                     | Ринсвинд                                 | 1988 |
| 6  | «Вещие сестрички»                                   | Wyrd Sisters                                 | Ведьмы                                   | 1988 |
| 7  | «Пирамиды»                                          | Pyramids                                     | Боги Плоского мира                       | 1989 |
| 8  | «Стража! Стража!»                                   | Guards! Guards!                              | Городская стража                         | 1989 |
| 9  | «Эрик, а также Ночная стража, ведьмы и Коэн-Варвар» | Eric                                         | Ринсвинд                                 | 1990 |
| 10 | «Движущиеся картинки»                               | Moving Pictures                              | Городские службы (Industrial Revolution) | 1990 |
| 11 | «Мрачный Жнец»                                      | Reaper man                                   | Смерть                                   | 1991 |
| 12 | «Ведьмы за границей»                                | Witches Abroad                               | Ведьмы                                   | 1991 |
| 13 | «Мелкие боги»                                       | Small Gods                                   | Боги Плоского мира, Монахи Истории       | 1992 |
| 14 | «Дамы и господа»                                    | Lords and Ladies                             | Ведьмы                                   | 1992 |
| 15 | «К оружию! К оружию!»                               | Men at Arms                                  | Городская стража                         | 1993 |
| 16 | «Роковая музыка»                                    | Soul Music                                   | Смерть                                   | 1994 |
| 17 | «Интересные времена»                                | Interesting Times                            | Ринсвинд                                 | 1995 |
| 18 | «Маскарад»                                          | Maskerade                                    | Ведьмы                                   | 1995 |
| 19 | «Ноги из глины»                                     | Feet of Clay                                 | Городская стража                         | 1996 |
| 20 | «Санта-Хрякус»                                      | Hogfather                                    | Смерть                                   | 1996 |
| 21 | «Патриот»                                           | Jingo                                        | Городская стража                         | 1997 |
| 22 | «Последний континент»                               | Last Continent                               | Ринсвинд                                 | 1998 |
| 23 | «Carpe Jugulum. Хватай за горло»                    | Carpe Jugulum                                | Ведьмы                                   | 1998 |
| 24 | «Пятый элефант»                                     | The Fifth Elephant                           | Городская стража                         | 1999 |
| 25 | «Правда»                                            | The Truth                                    | Городские службы                         | 2000 |
| 26 | «Вор времени»                                       | Thief of Time                                | Смерть                                   | 2001 |
| 27 | «Последний герой»                                   | The Last Hero                                | Ринсвинд                                 | 2001 |
| 28 | «Изумительный Морис и его учёные грызуны»           | The Amazing Maurice and His Educated Rodents | Изумительный Морис                       | 2001 |
| 29 | «Ночная стража»                                     | Night Watch                                  | Городская стража                         | 2002 |
| 30 | «Маленький свободный народец»                       | The Wee Free Men                             | Тиффани Болен                            | 2003 |
| 31 | «Пехотная баллада»                                  | Monstrous Regiment                           |                                          | 2003 |
| 32 | «Шляпа, полная неба»                                | A Hat Full of Sky                            | Тиффани Болен                            | 2004 |
| 33 | «Держи марку!»                                      | Going Postal                                 | Мойст фон Липвиг                         | 2004 |
| 34 | «Шмяк!»                                             | Thud!                                        | Городская стража                         | 2005 |
| 35 | «Господин Зима»                                     | Wintersmith                                  | Тиффани Болен                            | 2006 |
| 36 | «Делай деньги»                                      | Making Money                                 | Мойст фон Липвиг                         | 2007 |
| 37 | «Незримые академики»                                | Unseen Academicals                           | Ринсвинд                                 | 2009 |
| 38 | «Платье цвета полуночи»                             | I Shall Wear Midnight                        | Тиффани Болен                            | 2010 |
| 39 | «Дело табак»                                        | Snuff                                        | Городская стража                         | 2011 |
| 40 | «Поддай пару!»                                      | Raising Steam                                | Мойст фон Липвиг                         | 2013 |
| 41 | «Пастушья корона»                                   | The Shepherd’s Crown                         | Тиффани Болен                            | 2015 |

### Рассказы
- «Мост троллей» (англ. Troll Bridge), подцикл Коэн-Варвар, 1992, номинировался на «Всемирную премию фэнтези» '94
- «Театр жестокости» (англ. Theater of Cruelty), подцикл Городская стража, 1993
- «Море и рыбки» (англ. The Sea and Little Fishes), подцикл Ведьмы, 1998
- «Смерть и Что Случается После» (англ. Death and What Comes Next), подцикл Смерть, 2002
- «Академический экзорцизм в отдельно взятом Университете» (англ. A Collegiate Casting-Out of Devilish Devices), 2005

### Карты Плоского мира
- «Улицы Анк-Морпорка» (англ. The Streets of Ankh-Morpork), 1993
- «Карта Плоского Мира» (англ. The Discworld Mapp), 1995
- «Путеводитель по Ланкру» (англ. A Tourist Guide to Lancre), 1998
- «Обитель Смерти» (англ. Death's Domain), 1999

### Наука Плоского мира
- «Наука Плоского мира» (англ. The Science of Discworld), 1999
- «Наука Плоского мира. Книга 2. Глобус» (англ. The Science of Discworld II: The Globe), 2002
- «Наука Плоского мира. Книга 3. Часы Дарвина» (англ. The Science of Discworld III: Darwin’s Watch), 2005
- «Наука Плоского мира. Книга 4. День Страшного Суда» (англ. The Science Of Discworld IV: Judgement Day), 2013

### Другие произведения о Плоском мире
- The Discworld Companion, 1994
- The Discworld Portfolio, 1996
- «Поваренная книга Нянюшки Ягг» (англ. Nanny Ogg's Cookbook), 1999
- The Art of Discworld, 2004
- The Discworld Almanak, 2004
- «Где моя корова?» (англ. Where’s My Cow?), 2005
- The Unseen University Cut Out Book, 2006
- Wit and Wisdom of Discworld, 2007
- The Folklore of Discworld, 2008

## Производные работы
Существует эзотерический язык программирования Ook!, названный в честь библиотекаря-орангутана, говорящего «Уук!», где операторами является слово «Ook» с различными знаками препинания. Родителем данного языка можно назвать Brainfuck.

### Экранизации
По «Вещим сестричкам» (англ. Wyrd Sisters) и «Роковой музыке» (англ. Soul Music) студией Cosgrove Hall были созданы мультфильмы для Channel 4.
В 2006 году перед Рождеством британский телеканал Sky One показал двухсерийную телеверсию книги «Санта-Хрякус», а весной 2008 года двухсерийную телеверсию книг «Цвет волшебства» и «Безумная звезда».
В мае 2010 телеканал Sky One показал Опочтарение — двухсерийную телеверсию книги «Держи марку!»
В 2021 году BBC выпустила 8-серийный телесериал «Стража» (англ. The Watch) по мотивам романа «Стража! Стража!» (англ. Guards! Guards!).
В 2023 году был выпущен полнометражный мультфильм «Изумительный Морис» по мотиву романа «Изумительный Морис и его ученые грызуны»

### Компьютерные игры
Первая компьютерная игра — «The Colour of Magic» по мотивам одноименного романа была создана в Великобритании небольшой фирмой Delta 4, специализирующейся на текстовых приключенческих играх с юмористическим уклоном. Она была написана для распространённого в то время домашнего компьютера Sinclair ZX Spectrum и получила Sinclair User Classic Award.
Позже компанией Perfect Entertainment были созданы юмористические мультипликационные квесты «Discworld» (1995) и «Discworld II: Missing presumed…!?» (1996). В основу первого из них положен сюжет романа «Стража! Стража!» (Guards! Guards) — над Анк-Морпорком нависла угроза в виде огнедышащего дракона, но разбираться с этой напастью приходится не ночной страже, а трусливому волшебнику Ринсвинду. В «Discworld 2: Missing, presumed… !?» главную роль также играет Ринсвинд, но на этот раз его проблемы связаны со Смертью. В создании этой игры Терри Пратчетт принимал непосредственное участие, редактируя сюжет, тексты и консультируя сценаристов. Обе — рисованные приключенческие игры с интерфейсом в стиле «point-and-click».
Четвёртая игра по мотивам произведений Терри Пратчетта — «Discworld Noir» — была создана в 1999 году также компанией Perfect Entertainment. В ней повествуется о частном детективе по имени Льютон, бывшем ночном стражнике Анк-Морпорка. Сделанная в 3D, игра резко отличается от предыдущих двух квестов манерой исполнения, что показывает и слово «noir» в названии.